# Zuidwesten (wijnstreek)

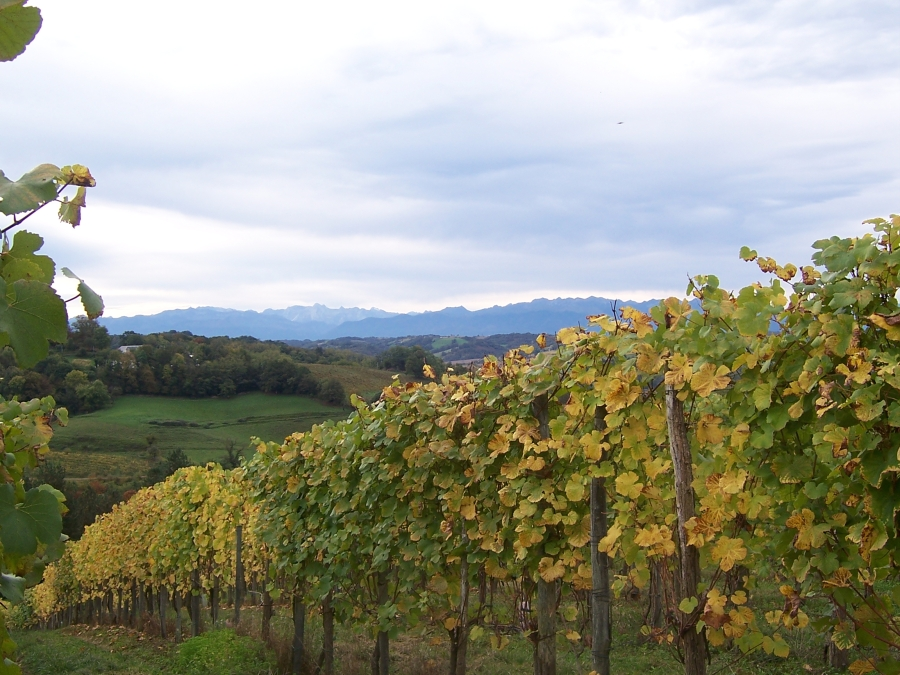
Een wijngaard in de Jurançon

Met het Zuidwesten – in het Frans de Sud-Ouest genoemd – wordt de aldaar in Frankrijk gelegen wijnstreek bedoeld. De streek omvat meerdere wat kleinere wijngebieden die versnipperd liggen in dit deel van Frankrijk. De Bordeaux wordt hier dan niet toegerekend.
Naast wijn produceert men er ook andere op wijn gebaseerde dranken. Zo wordt in de Gers het destillaat Armagnac gemaakt en in de Côtes de Gascogne de drank Floc de Gascogne.

## De individuele wijngebieden

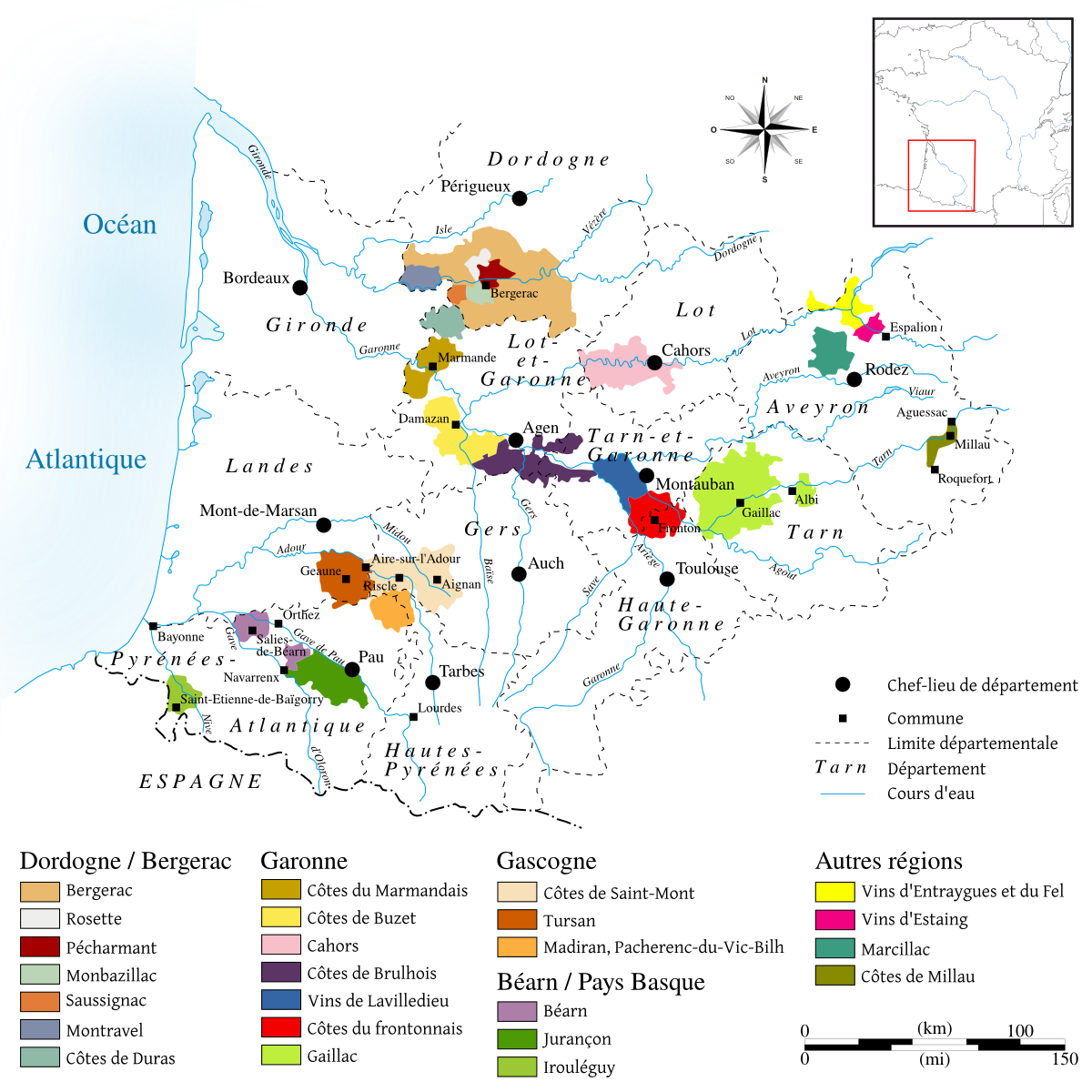
Kaart met de wijnstreken in Zuidwest-Frankrijk.

De op zichzelf staande wijngebieden binnen de wijnstreek "Sud-Quest" hebben een AOC-status dan wel een IGP-status als beschermde geografische aanduiding.

Gegroepeerd kan men de gebieden in regio's met hun wijnstatus indelen.

### Dordogne/Bergerac
- Bergerac
- Côtes de Duras
- Côtes de Montravel
- Haut-Montravel
- Monbazillac
- Montravel
- Pécharmant
- Rosette
- Saussignac

### Garonne
- Buzet
- Cahors
- Côtes de Duras
- Côtes du Marmandais
- Côtes du Frontonnais
- Gaillac
- Côtes du Brulhois
- Vins de Lavilledieu

### Gascogne
- Côtes de Saint-Mont
- Madiran
- Côtes de Montestruc
- Pacherenc du Vic-Bilh
- Tursan

### Baskenland
- Béarn
- Jurançon
- Irouléguy

### Overige regio's
- Entraygues en Fel
- Estaing
- Marcillac

## Gebruikte druivenrassen
In het zuidwesten worden meer dan zestig variëteiten druivenrassen aanbevolen of verplicht gesteld. Een aantal veel voorkomende zijn:
| - Abouriou - Arrufiac - Baco Blanc - Baco Noir - Baroque - Cabernet Franc - Cabernet Sauvignon - Clairette - Colombard - Courbu | - Duras - Fer - Folle Blanche - Gros-Manseng. - Jurançon - Len de l'El - Malbec - Merlot - Muscadelle - Négrette | - Petit-Manseng - Blauer Portugieser - Raffiat de Moncade - Sauvignon Blanc - Sémillon - Tannat - Ugni blanc |